# لایو اوک (کالیفرنیا)
لایو اوک (به انگلیسی: Live Oak) شهری در شهرستان سوتر ایالت کالیفرنیا است که در سرشماری سال ۲۰۱۰ میلادی، ۸۳۹۲ نفر جمعیت داشته است.